# Hoi körzet

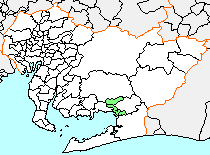
Hoi körzet

Hoi (宝飯郡, Hoi gun) Aicsi prefektúra egyik körzete Japánban.
2003-ban a körzet népessége 45 000 fő, népsűrűsége 772,9 fő volt négyzetkilométerenként. Teljes területe 58,30 km².
2006. február 1-jén, Icsinomiját egyesítették Tojokavával, és különválasztották a Hoi körzettől.

## Városok és falvak
- Kodzakai
- Mito
- Otova